# Cleveland Lumberjacks
Cleveland Lumberjacks byl profesionální americký klub ledního hokeje, který sídlil v Clevelandu ve státě Ohio. V letech 1992–2001 působil v profesionální soutěži International Hockey League. Lumberjacks ve své poslední sezóně v IHL skončily ve čtvrtfinále play-off. Klub byl během své existence farmami celků NHL. Jmenovitě se jedná o Pittsburgh Penguins, Tampa Bay Lightning, Chicago Blackhawks a Minnesota Wild. Své domácí zápasy odehrával v hale Quicken Loans Arena s kapacitou 10 025 diváků. Klubové barvy byly modrá, zlatá a černá.
Založen byl v roce 1992 po přestěhování týmu Muskegon Lumberjacks do Clevelandu.

## Přehled ligové účasti
Zdroj: 
- 1992–1994: International Hockey League (Atlantická divize)
- 1994–1995: International Hockey League (Severní divize)
- 1995–1999: International Hockey League (Centrální divize)
- 1999–2001: International Hockey League (Východní divize)